# کریستیان بلونک

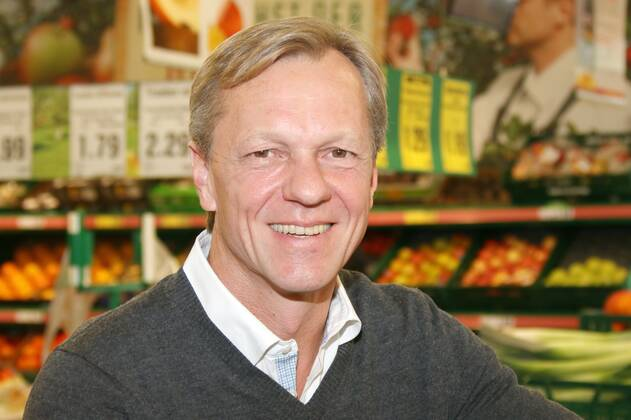
کریستیان بلونک

کریستیان بلونک (انگلیسی: Christian Blunck؛ زادهٔ ۲۸ ژوئن ۱۹۶۸) بازیکن هاکی روی چمن اهل آلمان بود.
وی در مسابقات کشوری و بین‌المللی در مجموع برندهٔ ۱ مدال طلا شده‌است.